# Eldhrimnir
Eldhrimnir (staronordijski Eldhrímnir) ili Plameni je kotao u nordijskoj mitologiji u kojem je kuhar Andhrimnir kuhao vepra Sehrimnira za borce koji borave u palači Valhali čekajući da započne boj Ragnarok.
O tome svjedoči Grímnismál, pjesma iz Starije edde:
| (Grímnismál, 18)         | (Grímnismál, 18)            |
| ------------------------ | --------------------------- |
| Andhrímnir lætr          | Andhrimnir kuha             |
| í Eldhrímni              | u Eldhrimniru               |
| Sæhrímni soðinn,         | Sehrimnira,                 |
| fleska bazt,             | izvrsnu svinjetinu,         |
| en þat fáir vitu         | ali rijetki znaju           |
| við hvat Einheriar alaz. | čime se pali ratnici hrane. |
|                          | (prevela Dora Maček)        |